# پولک‌های شکمی

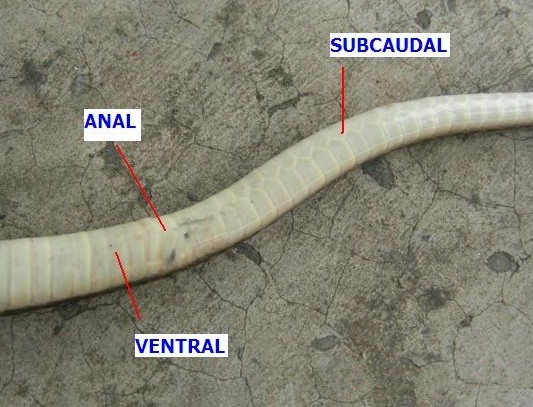
آمفیسما استالاتا

در مارها، پولک‌های شکمی (به انگلیسی: Ventral scales) (یا پوستک‌های شکمی gastrosteges)، پولک‌های بزرگ‌شده و کشیده عرضی هستند که از بخش زیرین بدن از گردن تا پولک مقعدی امتداد می‌یابند. هنگام شمارش آنها، نخستین مورد، جلویی‌ترین پولک شکمی است که با ردیف پولک‌های پشتی پاراوانترال (پایین‌ترین) در دو سوی برخورد می‌کند. پولک مقعدی شمارش نمی‌شود.